# Steinwasser (Gadmerwasser)
Das Steinwasser, auch Steiwasser genannt, ist ein rund 7 Kilometer langer rechter Zufluss des Gadmerwassers im Schweizer Kanton Bern.

## Geographie

### Verlauf

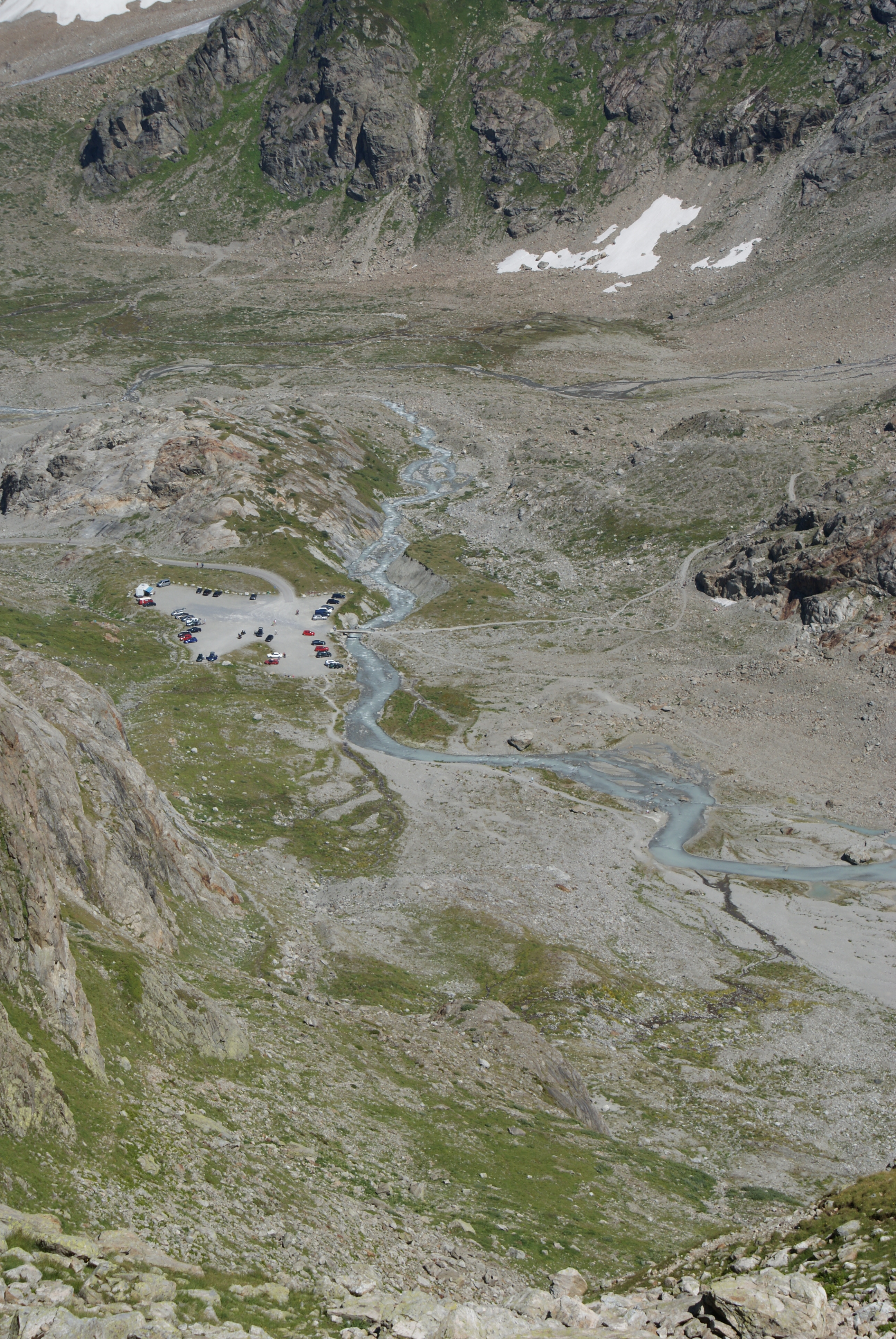
Das Steinwasser unterhalb des Steingletschers in Gadmen

Das Steinwasser entspringt am Steingletscher nahe dem Sustenpass auf einer Höhe von 2121,7 m ü. M.
Es erhält an seinem Oberlauf Wasser aus einer Reihe von namenlosen Quellbächen. Sie entspringen unter anderem dem Steilimigletscher und Obertalgletscher sowie dem Steinsee und dem Seebodensee.
Das Steinwasser mündet schliesslich bei Unterwasser auf einer Höhe von etwa 1364 m ü. M. von rechts in das Gadmerwasser.
Der etwa 6,8 Kilometer lange Lauf des Steinwassers endet ungefähr 758 Höhenmeter unterhalb seiner Quelles, es hat somit ein mittleres Sohlgefälle von etwa 11 ‰.

### Einzugsgebiet
Das 24,31 km² grosse Einzugsgebiet des Steinwassers liegt in den Urner Alpen und wird durch es über das Gadmerwasser, die Aare und den Rhein zur Nordsee entwässert.
Es besteht zu 3,8 % aus bestockter Fläche, zu 8,7 % aus Landwirtschaftsfläche, zu 0,9 % aus Siedlungsfläche und zu 86,6 % aus unproduktiven Flächen.
Die Flächenverteilung
Die höchste Erhebung ist das Sustenhorn mit 3502 m ü. M. im Südosten des Einzugsgebiets. Die mittlere Höhe beträgt 2463,3 m ü. M. und die minimale Höhe liegt bei 1400 m ü. M.

### Hydrologischer Hauptstrang
Direkter Vergleich beim Zusammenfluss:
| Name         | Länge in km | Einzugsgebiet in km² | mittlerer Abfluss in m³/s |
| ------------ | ----------- | -------------------- | ------------------------- |
| Gadmerwasser | 3,1         | 5,7                  | 0,45                      |
| Steinwasser  | 6,8         | 24,3                 | 1,98                      |

Das Steinwasser ist beim Zusammenfluss länger als das Gadmerwasser, es hat ein grösseres Einzugsgebiet und einen grösseren mittleren Abfluss (MQ). Es ist somit ein Teil des hydrologischen Hauptstrangs.

### Zuflüsse
- Sustenbach[6] (rechts), 0,8 km
- Obertalbach (rechts) 2,2 km, 3,28 km²
- Umpolbach[7] (Steiwasser) (links), 4,1 km, 7,53 km²
- Wysse Bach (rechts), 0,8 km
- Miserenbach (links), 2,0 km, 1,29 km²
- Löibbach (rechts), 2,0 km, 1,37 km²

## Hydrologie
Bei der Mündung des Steinwassers in das Gadmerwasser beträgt seine modellierte mittlere Abflussmenge (MQ) 1,98 m³/s. Sein Abflussregimetyp ist a-glaciaire und seine Abflussvariabilität beträgt 13.